# Homalomena schlechteri
Homalomena schlechteri är en kallaväxtart som beskrevs av Adolf Engler. Homalomena schlechteri ingår i släktet Homalomena och familjen kallaväxter. Inga underarter finns listade.